# Валлон-Пон-д’Арк (кантон)
Валло́н-Пон-д’Арк (фр. Vallon-Pont-d'Arc) — кантон во Франции, находится в регионе Рона — Альпы, департамент Ардеш. Входит в состав округа Ларжантьер.
Код INSEE кантона — 0826. Всего в кантон Валлон-Пон-д’Арк входит 11 коммун, из них главной коммуной является Валлон-Пон-д’Арк.

## Коммуны кантона

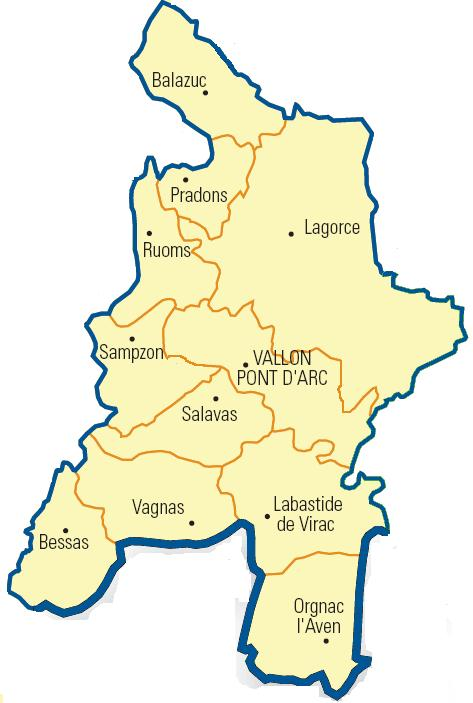
Карта кантона

| Коммуна           | Население, чел. (2006) | Почтовый индекс | Код INSEE |
| ----------------- | ---------------------- | --------------- | --------- |
| Балазюк           | 331                    | 07120           | 07023     |
| Бесса             | 207                    | 07150           | 07033     |
| Валлон-Пон-д’Арк  | 2 470                  | 07150           | 07330     |
| Ванья             | 515                    | 07150           | 07328     |
| Лабастид-де-Вирак | 211                    | 07150           | 07113     |
| Лагорс            | 881                    | 07150           | 07126     |
| Орньяк-л’Аван     | 473                    | 07150           | 07168     |
| Прадон            | 401                    | 07120           | 07183     |
| Рюом              | 2 189                  | 07120           | 07201     |
| Салава            | 531                    | 07150           | 07304     |
| Санзон            | 209                    | 07120           | 07306     |

## Население
Население кантона на 2006 год составляло 8 418 человек.
| 1962  | 1968  | 1975  | 1982  | 1990  | 1999  | 2006  | 2007 | 2008 |
| ----- | ----- | ----- | ----- | ----- | ----- | ----- | ---- | ---- |
| 5 040 | 5 518 | 5 766 | 6 202 | 6 590 | 7 333 | 8 418 | —    | —    |